# Тунель під Ла-Маншем, або Франко-англійський кошмар
«Тунель під Ла-Маншем, або Франко-англійський кошмар» (фр. Tunnel sous la manche ou Le cauchemar franco-anglais, 1907) — французький короткометражний художній фільм Жоржа Мельєса.

## Сюжет
Екран ділиться навпіл. У правій його частині — Париж. Президент Фальєрі дрімає в полотняному ковпаку. У лівій в Букінгемському палаці під балдахіном спить Едуард VII. Обидва бачать уві сні тунель під Ла-Маншем. Ми бачимо, як його проривають робітники з допомогою складних машин. Але сон закінчується катастрофою. За сніданком обидва правителя проганяють інженерів, які пропонують їм побудувати тунель.

## Цікаві факти
- Американський кінокритик Джонатан Розенбаум назвав «Тунель під Ла-Маншем» одним зі 100 його улюблених фільмів[1].